# アロンゾ・パウエル
アロンゾ・シドニー・パウエル（Alonzo Sidney Powell , 1964年12月12日 - ）は、アメリカ合衆国カリフォルニア州サンフランシスコ出身の元プロ野球選手（外野手）、野球指導者、スコアラー。右投右打。愛称は「ゾウさん」。
日本プロ野球（NPB）時代は1992年 - 1997年にかけて、セントラル・リーグ（セ・リーグ）の中日ドラゴンズで活躍。1998年には阪神タイガースでプレーした。

## 概要
中日ドラゴンズ時代（1992年 - 1997年）は、在籍6年間通算で632試合出場・打率.318・107本塁打・369打点を記録。1993年 - 1996年には4年連続でセ・リーグのベストナインに選出され、1994年 - 1996年には3年連続でセ・リーグの首位打者を獲得した。中日時代の通算安打数は765で、この記録は2021年にダヤン・ビシエドが更新するまで、同球団の外国人選手としては歴代最多だった。
NPB史上初めて、3年連続で首位打者を獲得した外国人選手である。また2023年シーズン終了時点で、セ・リーグで3年連続首位打者を獲得した打者はパウエル以外に、長嶋茂雄・王貞治の2人［ともに元読売ジャイアンツ（巨人）］のみである。
同時期にはパシフィック・リーグ（パ・リーグ）でもイチロー（オリックス・ブルーウェーブ）が3年連続で首位打者を獲得しており、2人はそれぞれ両リーグを代表する安打製造機として名を馳せた。
また、打撃時の肘充て（エルボーガード）をNPBでいち早く使用した選手でもある。

## 経歴

### 来日前
1983年にサンフランシスコ・ジャイアンツと契約してプロ入り。マイナーリーグベースボールのA級時代にはインディアナポリス国際空港で荷物の積み下ろしのアルバイト（時給7ドル）をしていた。
1987年にモントリオール・エクスポズでメジャーデビュー。
1990年以降はマイナーリーグのAAA級で打率3割を記録。
1991年はシアトル・マリナーズ傘下のAAA級カルガリー・キャノンズ (PCL) でプレーしていたが、53試合に出場して打率.375・7本塁打・43打点の成績を残した。この活躍が認められ、シーズン途中でマリナーズに昇格し、メジャーで78試合に出場した。
1992年は最終段階でロースターから外れ、AAA級カルガリーでプレーしていた。

### 中日時代

#### 来日から2年間 (1992 - 1993)
一方、セントラル・リーグ（セ・リーグ）の中日ドラゴンズは、1992年シーズンの開幕直前になって、外野手のマーク・ライアルがアメリカに帰国してしまう事態に見舞われた。これは、ライアルが左膝半月板損傷の重傷を負っていることが判明したためである。
このため、渉外担当の足木敏郎は新外国人を獲得するため、飯田幸夫調査役とともに渡米して新外国人の調査を行った。そのような中、球団OBのケン・モッカに「今からでも獲得できる日本向けの選手はいないか？」と相談したところ、前年から注目していたパウエルを紹介された。パウエルは当時、まだ27歳と若く、メジャー再昇格を諦めていなかったが、阪神タイガースでプレーしたセシル・フィルダーら、日本球界で活躍した先輩たちから「日本に行けるならチャンスだ」と聞かされ、来日を決断した。
足木はパウエルについて調査した結果、「日本向きの打者で、本人も日本でのプレーを希望している」という情報を得たため、代理人を通してマリナーズ球団および本人と交渉し、同年4月30日に入団が決定。日米両リーグおよびコミッショナーを通じて正式に獲得手続きが行われ、同年5月14日に支配下選手登録および一軍選手登録の手続きが行われた。年俸は35万ドル（約4,550万円ないし約4,700万円）・背番号は30で、球団および高木守道監督はパウエルに対し、「クリーンアップを打てる選手」と期待を掛け、主砲・落合博満の前後を打たせることを構想していた。また、リハビリ中のライアルが復帰してからはパウエルをライアルと併用する方針だったが、ライアルの代理人がインセンティブの面などで球団にクレームをつけたため、球団側は6月1日付でライアルをウェイバー公示する手続きを取った。
入団から約3週間後の5月13日に来日すると、同月19日に広島市民球場で開催された二軍（ウエスタン・リーグ）の対広島東洋カープ（二軍）戦で2安打を打った。さらに、同月21日の対広島戦（広島市民球場）ではバックスクリーンに2本塁打を放ったが、同日は夜に一軍の中日対広島戦が同球場で開催されることもあって、その試合を観戦していた高木が一軍昇格を即決。同年23日に本拠地・ナゴヤ球場で開催された対読売ジャイアンツ（巨人）戦で一軍初出場を果たした。同年は88試合の出場で、来日当初は日本の投手の変化球に苦しんだが、最終的には規定打席不足ながら、打率.308・13本塁打・35打点を記録した。
1993年シーズン（年俸：7,000万円）は開幕当初からクリーンアップを期待され、3番打者を打ったが、4月18日に浜松球場で開催された対ヤクルトスワローズ戦の試合後、濡れた階段を踏み外す。この時、全体重が左脚の膝にかかったことで、左膝外側半月板を損傷し、6週間あまり戦線を離脱した。さらに9月下旬から10月初旬にかけ、立浪和義や落合に続いて死球で負傷欠場し、同年中に右肘・左膝を手術した。しかし、同年は97試合に出場して規定打席に到達。打率.317（セ・リーグ3位）・27本塁打・66打点と、チーム三冠王となる打撃成績を残し、長打率もリーグ1位の.579を記録した。同年9月2日、リーグ優勝を争っていたヤクルトとの試合（ナゴヤ球場）では同点で迎えた延長15回裏、無死満塁の好機で打席に入ったが、内藤尚行の前に空振り三振に打ち取られ、4番・落合、5番・彦野利勝も相次いで見逃し三振した。同年から1996年まで4年連続でセ・リーグのベストナインに選出された。同年オフ、主砲の落合がフリーエージェント (FA) で巨人に移籍した。

#### 3年連続首位打者 (1994 - 1996)
1994年シーズン（年俸：8,640万円）は、落合に代わり4番打者を打つこととなった。同年にはシーズン序盤に右足親指を剥離骨折し、20試合を欠場したが、2年連続で規定打席に到達し、打率.324で初のセ・リーグ首位打者を獲得した。また、本塁打・打点もそれぞれ20本塁打・76打点を記録した。同年10月8日に本拠地・ナゴヤ球場で開催されたシーズン最終戦（10.8決戦）で中日は同率首位で並んでいた巨人に敗れ、リーグ優勝を逃したが、パウエル自身はこの試合について「日本での7年間で最も悔しい経験だったけど、あの試合に出場できたのは最も素晴らしい経験だった」「日本で最も印象深い試合」と述べている。
1995年シーズン（年俸：1億1,500万円）は、8月2日の対横浜ベイスターズ戦（ナゴヤ球場）で右足太腿上部（大腿直筋）を肉離れした（全治1か月の怪我）。同年は101試合の出場にとどまったが、打率.355を記録し、2年連続で首位打者を獲得。中日所属の選手が2年連続で首位打者を獲得した事例は、江藤慎一以来30年ぶりで、その活躍を評価され、同年のドラゴンズクラウン賞（第14回）を受賞した。同年は対横浜戦で打率.299にとどまったが、横浜以外の4球団との対戦ではいずれも打率3割以上を記録した。しかし、同年のチームは開幕から低迷を続け、シーズン途中（6月2日）で高木監督が休養し、その代行を務めた徳武定祐ヘッドコーチも低迷を止められず、7月以降は島野育夫二軍監督が「代行の代行」を務める有様で、リーグ5位（勝率.385 / 最下位の阪神と4ゲーム差）に低迷した。また、パウエル本人も同年に左膝を手術したが、左膝の具合はその後も芳しくなく、これが2年後の解雇の布石となった。同年オフには前年比30万ドル（当時のレートで約3,150万円）増額（125％増）となる推定年俸150万ドル（約1億5,000万円）で契約更改した。
星野仙一監督が就任した1996年は、5月から6月にかけて16試合連続安打を記録したほか、8月25日の対横浜戦（横浜スタジアム）では場外本塁打（飛距離165 m）を打った。同年は来日後初の全試合出場（130試合）を達成し、打率.340（176安打）で3年連続となる首位打者を獲得。また猛打賞15回、最多安打・最多二塁打も記録している。同年の中日はダネル・コールズが29本塁打、山崎武司が39本塁打（本塁打王）、大豊泰昭が38本塁打を記録し、パウエルも彼らとともに「強竜打線」の一員を担ったが、最終的には巨人との優勝争いに敗れ、5ゲーム差のリーグ2位でシーズンを終えた。10月5日の広島戦では佐々岡真司からナゴヤ球場最後のサヨナラヒットを放っている。

#### 中日退団 (1997)
本拠地がナゴヤドームに移転した1997年は、開幕を控えて「グラウンドが広くなればヒットゾーンも広くなる」と本拠地移転を前向きに捉えていた。また、江川卓は開幕前にパウエルについて「広いドームを本拠地にすることでホームランを狙う必要がなくなり、これまで以上にヒットに徹することができるため、本拠地移転は打撃には好影響をもたらしそうだ。よほどのことがない限り（打率）3割は狙える」と評していた。しかし、2年前に手術した左膝の具合が思しくなく、ランニングもままならなかったことで下半身が細くなった。そのため、踏ん張りが効かなくなり、上半身を揺らしてタイミングを図る独特の打法から安定感が消えた。
同年4月12日の対ヤクルト戦（ナゴヤドーム）では推定飛距離160 mの大本塁打を放ったが、同年は6月頭に.315あった打率はみるみる下がり、8月29日までの時点で106試合出場・打率.253（リーグ27位）、・14本塁打・56打点と低迷。左膝の故障に加え、広いナゴヤドームでの守備力に難があることから、シーズン途中の同年8月30日には伊藤修球団代表から来季の契約を締結しない旨を通告された。同日時点で、中日にはパウエルを含め歴代32人の外国人野手が在籍したが、パウエルの在籍期間6年はその中で過去最長だった。同年9月6日の対巨人23回戦（ナゴヤドーム）終了後にはナゴヤドームのファンに別れを告げ、同月16日に帰米した。
同年の中日は広いナゴヤドームに本拠地を移したことで、本塁打が激減するなど、打撃成績が大きく落ち込み、セ・リーグ最下位（優勝したヤクルトと24ゲーム差、5位の阪神とは3ゲーム差）に沈んだ。これを機に、星野はチーム方針を投手力・守備力・走力を重視した「守り勝つ野球」に転換するため、シーズンオフに大豊と矢野輝弘を関川浩一・久慈照嘉との2対2トレードで阪神タイガースに放出するなど、大幅なチーム改革を行うこととなった。その翌年（1998年）には優勝した横浜と4ゲーム差のリーグ2位に浮上し、2年後（1999年）には11年ぶり（1988年以来）のセ・リーグ優勝を果たした。

### 中日退団後
中日退団が決まってからも引き続き日本球界でのプレー続行を希望し、1997年10月23日に阪神タイガースと契約を締結した。
1998年、春季キャンプの為に来日した際に膝の状態の悪さから走り込みができず体型が丸太のような状態で来日し周囲から不安視され、シーズンは開幕から左翼手で起用されたが、開幕3三振に始まり4月終わった時点で打率1割台と絶不調スタートだったが、5月に入ると復調し6月11日の対巨人11回戦では移籍後としては最高の打率.297まで上げたが、これ以降は成績は後退し結局前年同様不振で控えに回ることが多く、故障離脱中に新人の坪井智哉が台頭。吉田義男監督からは後半戦からの奮起を促され、8月7日からの対ヤクルト3連戦で一塁手として先発出場したが、その3連戦でも9打数無安打に終わった。同月11日には阪神球団事務所で、三好一彦球団社長からシーズン途中で解雇する意向を伝えられ、これを了承した。これで阪神の外国人選手がシーズン中に解雇されたのは、1996年のスコット・クールボーとグレン・デービス（登録名グレン）、マイク・グリーンウェル（1997年）に続き、3年連続となった。また、阪神球団も同年はセ・リーグ最下位（優勝した横浜と27ゲーム差、5位の広島と8ゲーム差）に沈んだ。
阪神退団後、1998年はトロント・ブルージェイズ傘下のマイナーAAA級シラキュース・スカイチーフス (IL) で15試合に出場した。1999年春にはニューヨーク・ヤンキースのキャンプにインバイティー（招待選手）として参加し、オープン戦で本塁打を放つなど力を見せたが、同年はメジャー復帰は叶わず、ヤンキース傘下のマイナーAAA級コロンバス (IL) でプレー。打率.315・24本塁打・90打点と好成績を残したがメジャー昇格の機会がなく、2000年春は若手選手の多いコロラド・ロッキーズの春季キャンプにインバイティーとして参加。同年はコロンバスおよびマイナーAAA級コロラドスプリングス・スカイソックス（ロッキーズ傘下 / PCL）で、2001年はアトランティックリーグ（独立リーグ）のニューアーク・ベアーズでそれぞれプレーし、2001年限りで現役を引退。

### 引退後
引退後、2002年にシンシナティ・レッズ傘下のAA級チャタヌーガ・ルックアウツ（サザンリーグ）で打撃コーチに就任。2004年 - 2005年にはレッズ傘下のA級デイトン・ドラゴンズ（ミッドウェストリーグ）の監督を、2006年にはレッズ傘下のAAA級ルイビル・バッツの打撃コーチを務めた。
2007年に組織打撃コーチとしてマリナーズに復帰し、2008年以降はマリナーズ傘下のAAA級タコマ・レイニアーズの打撃コーチを務めていたが、2010年5月9日に打撃不振による前任者（アラン・コックレル）の解任を受け、マリナーズの打撃コーチに就任。
2011年には再びAAA級タコマの打撃コーチを務め、同年のチームは平均打率.289を記録したほか、盗塁数も球団記録 (893) を記録した。その後、サンディエゴ・パドレス（2012年 - 2015年）、ヒューストン・アストロズ（2016年- 2017年）でそれぞれ打撃コーチ補佐を歴任。この間、2012年オフには主砲を担っていたトニ・ブランコの退団を受け、その後釜となる新外国人の獲得を検討していた中日球団に対し、パドレスAAA級に在籍していたマット・クラーク（2013年に新外国人として入団）を推薦している。
2018年シーズンからヘンスリー・ミューレンスに代わり、サンフランシスコ・ジャイアンツの打撃コーチに就任し、2019年シーズンまで務めた。この間、チームには2020年から横浜DeNAベイスターズでプレーすることになるタイラー・オースティンが在籍しており、パウエルから日本プロ野球での経験について「色々と教えてもらった」と述べている。
2018年1月、前立腺がんであることを公表し、手術を受けた。
2020年シーズンから中日の巡回打撃コーチに就任することが発表された。背番号は93。2020年8月7日以降はスコアラーとしてベンチに入り、2021年シーズンから村上隆行と入れ替わりで一軍打撃コーチに配置転換されたが、シーズン終了後の10月29日に退団することが発表された。
2024年よりロサンゼルス・エンゼルス傘下AAA級ソルトレイク・ビーズの打撃コーチに就任した。

## 選手としての特徴
| 走者     | 打席数 | 安打数 （本塁打数） | 打率 |
| -------- | ------ | ------------------- | ---- |
| 走者なし | 242    | 86 (9)              | .355 |
| 一塁     | 132    | 45 (1)              | .341 |
| 二塁     | 52     | 16 (1)              | .308 |
| 一・二塁 | 37     | 11 (0)              | .297 |
| 三塁     | 18     | 6 (0)               | .333 |
| 一・三塁 | 19     | 8 (1)               | .421 |
| 二・三塁 | 8      | 2 (0)               | .250 |
| 満塁     | 10     | 2 (2)               | .200 |

中日入団時、渉外担当者の足木敏郎は三振の少なさに加え、「二塁打が多い選手は日本の球場なら本塁打になる」という基準から、パウエルの獲得に踏み切っていた。また、中日入団時に監督を務めていた高木守道は初めてパウエルの打撃練習を見た際、「パワーはライアルより上で、中軸を打つ力がある」と評していた。
江川卓は1997年開幕前、「全方位に平均して打ち分ける能力は（当時、ともに3年連続で首位打者を獲得していた）イチロー以上とも言える。左右の投手とも苦にしない」と評価した一方、弱点について「1993年以降は本塁打が減少している。得点圏での勝負強さは平均以上で、得点圏打率は悪くないが、走者二・三塁や満塁といった大量得点が狙える場面での打率は.222と低く、首脳陣から絶対的な信頼を得られていない」と指摘していた（左の表も参照）。毎年のように四番に座りながら打点も最高が76打点だったことも勝負弱さが如実だが、その分大豊泰昭や山﨑武司等が打点王のタイトル獲得やリーグ上位の成績を上げる等フォローした形になってる。1996年シーズンは本拠地・ナゴヤ球場で打率.377（231打数87安打）を記録し、ビジターゲームでも明治神宮野球場（打率.438 / 48打数21安打）・横浜スタジアム（打率.426 / 47打数20安打）ではそれぞれ打率4割超を記録していた反面、東京ドームでは打率.180（50打数9安打）と低迷していた。イチローと同じく、四球を選ぶ数は少なかった一方、三振も少なかった。
広角に打ち分ける巧打で台頭した一方、怪我が多く、全試合出場を果たしたシーズンは1996年のみだった。また脚力がなくて守備範囲も狭く、肩も特段に強くはなかったため、江川 (1997) は「ライト（右翼手）が定位置だが、本来なら（バックホームで）肩をさほど要求されないレフト（左翼手）を守らせたい」と評していた。
また、研究熱心な性格で、現役時代はビデオを見て相手投手を研究していたほか、指導者としてもビデオ映像を活用して選手たちに研究を指導している。

## 人物
現役時代は明るく真面目な性格で、チームメイトに親しまれていた。パウエル本人は引退後の2016年、『中日新聞』の記者から国際電話で取材を受けた際、日本で過ごした7年間について「素晴らしい仲間に恵まれた。立浪（和義）、山本昌、中村（武志）、郭（源治）、大豊（泰昭）。だれもがとてもよくしてくれ、通訳さんや近所の人も色々と助けてくれた。自分は、今でもドラゴンズの一員だと感じている。」と述べている。
足木は自著 (2009) でパウエルについて、「確実性の高い打撃に加え、人柄の良さが印象に残っている」と述べている。また、外国人選手たちが日本球界に適応するためには生活環境・チームの雰囲気に溶け込むことが必要とされるが、球団通訳の国光豊春は、ダネル・コールズやレオ・ゴメスといった中日の新外国人選手たちが好成績を挙げられる要因を「ゾウさん（パウエル）のおかげ」と評していた。1996年にともに在籍したコールズとは兄弟のように仲が良く、ナゴヤ球場前のラーメン店に2人でよく通っていたほか、引退後も毎週のように電話で連絡を取り合っている。
自身の中日時代の応援歌（山本リンダの『狙いうち』）は、かつて在籍していたゲーリー・レーシッチの応援歌を受け継ぎ、その後は中日のチャンステーマとして使用されていた。また、1997年に応援歌が変更され、この応援歌も同様に後々まで中日のチャンステーマとして使用された。
パウエルは8歳のころからプロ野球選手を目指していたが、彼とともにその夢を追っていた親友は麻薬に手を出し、麻薬売買の際に銃撃されて死亡した。パウエルはその経験を踏まえ、1996年3月29日に名古屋国際会議場（愛知県名古屋市熱田区）で開かれた少年非行問題をテーマにした講演会で、講演を聴講した聴衆に対し「（非行防止のためには）自分の夢をしっかり持ち続け、それに向かって努力することが大切」と話している。
また、自身のセ・リーグ3年連続首位打者と同時期（1994年 - 1996年）にパ・リーグで3年連続首位打者を獲得したイチローについては、「守備、打撃、走塁、さらに肩も良かった。世界一のプレーヤーだ」と評している。そのイチローとは1996年春に「打率の低いほうが食事をおごる」という賭けを行ったが、結果的に自身の打率は.340で、イチロー（打率.356）に敗れている。

### 星野仙一との関係
マーティ・キーナートは2001年12月に、『MSN ジャーナル』へ寄稿した記事で「星野仙一監督の就任以降、パウエルは星野の『鉄拳制裁』と称した暴力行為に不満を持っていた。1997年のシーズン中にはシーズン途中で加入した投手が2回連続でリリーフに失敗し、星野に顔面を殴られて3針縫うほどの怪我を負わされた。これに憤慨したパウエルは翌日、星野に対し『自分がそんなに強いと思うなら、私を殴ったらどうだ。救急車で病院行きになるのはあなたのほうだぞ。これ以上、ほかの選手を殴るのはやめてくれ！』と直接抗議したが、その後は試合に出されなくなった」「パウエルは近年の中日が優勝できない理由について、『星野の暴力行為に選手たちが萎縮しているからだ』と指摘している」と述べている。
一方、パウエル本人は2016年、水次祥子（『日刊スポーツ』記者）からの取材に対し、星野との確執を否定した上で、星野については「普段は優しい人だった。いつも私やダネルに『何か必要なものはないか？』と尋ねてくれたり、『これで食事に行きなさい』とお金を渡してくれたこともある。本当に良くしてもらった」「タフガイで、何よりも勝利に対して貪欲だった。どんなことをしてでも勝ちたいという監督だったと思うし、私は好きだった」「（1996年は）本当に勝ちたかった。その思いは星野監督と同じだった」と語っている。星野は2018年1月に死去したが、パウエルは同年11月に来日した際、星野の死を悼んで彼の故郷である岡山県倉敷市を訪れている。

### エルボーガードについて
足木は自著 (2009) で、パウエルがエルボーガードを使用し始めた経緯について、「巨人戦で桑田真澄から左肘に死球を受け、しばらく欠場したことがきっかけで、『エルボーガードを作ってほしい』と申し出てきた。製作には約1か月かかったが、パウエルはエルボーガードを装着してから死球への恐怖がなくなり、踏み込んで打席に立つことができるようになったことで、それまで苦手にしていた外角のスライダーなどを打てるようになった」と述べている。
その後、エルボーガードはプロ野球界のみならず高校野球でも用いられるほど普及した。

## 詳細情報

### 年度別打撃成績
| 年 度    | 球 団    | 試 合 | 打 席 | 打 数 | 得 点 | 安 打 | 二 塁 打 | 三 塁 打 | 本 塁 打 | 塁 打 | 打 点 | 盗 塁 | 盗 塁 死 | 犠 打 | 犠 飛 | 四 球 | 敬 遠 | 死 球 | 三 振 | 併 殺 打 | 打 率 | 出 塁 率 | 長 打 率 | O P S |
| -------- | -------- | ----- | ----- | ----- | ----- | ----- | -------- | -------- | -------- | ----- | ----- | ----- | -------- | ----- | ----- | ----- | ----- | ----- | ----- | -------- | ----- | -------- | -------- | ----- |
| 1987     | MON      | 14    | 46    | 41    | 3     | 8     | 3        | 0        | 0        | 11    | 4     | 0     | 0        | 0     | 0     | 5     | 0     | 0     | 17    | 0        | .195  | .283     | .268     | .551  |
| 1991     | SEA      | 57    | 125   | 111   | 16    | 24    | 6        | 1        | 3        | 41    | 12    | 0     | 2        | 0     | 2     | 11    | 0     | 1     | 24    | 1        | .216  | .288     | .369     | .657  |
| 1992     | 中日     | 88    | 326   | 302   | 44    | 93    | 15       | 1        | 13       | 149   | 35    | 4     | 6        | 0     | 1     | 20    | 1     | 3     | 59    | 5        | .308  | .356     | .493     | .849  |
| 1993     | 中日     | 97    | 431   | 394   | 63    | 125   | 20       | 1        | 27       | 228   | 66    | 3     | 4        | 0     | 1     | 30    | 0     | 6     | 76    | 15       | .317  | .374     | .579     | .952  |
| 1994     | 中日     | 110   | 475   | 423   | 61    | 137   | 23       | 0        | 20       | 220   | 76    | 3     | 0        | 0     | 5     | 42    | 6     | 5     | 73    | 14       | .324  | .387     | .520     | .907  |
| 1995     | 中日     | 101   | 422   | 389   | 63    | 138   | 24       | 4        | 19       | 227   | 69    | 1     | 0        | 0     | 0     | 31    | 6     | 2     | 60    | 5        | .355  | .405     | .584     | .989  |
| 1996     | 中日     | 130   | 566   | 518   | 63    | 176   | 42       | 2        | 14       | 264   | 67    | 1     | 3        | 1     | 1     | 45    | 1     | 1     | 69    | 18       | .340  | .393     | .510     | .903  |
| 1997     | 中日     | 106   | 417   | 379   | 36    | 96    | 13       | 1        | 14       | 153   | 56    | 0     | 0        | 0     | 0     | 36    | 3     | 2     | 56    | 17       | .253  | .321     | .404     | .725  |
| 1998     | 阪神     | 78    | 229   | 204   | 24    | 52    | 10       | 0        | 9        | 89    | 28    | 1     | 0        | 0     | 1     | 22    | 0     | 2     | 50    | 6        | .255  | .323     | .436     | .759  |
| MLB：2年 | MLB：2年 | 71    | 171   | 152   | 19    | 32    | 9        | 1        | 3        | 52    | 16    | 0     | 2        | 0     | 2     | 16    | 0     | 1     | 41    | 1        | .211  | .287     | .342     | .629  |
| NPB：7年 | NPB：7年 | 710   | 2866  | 2609  | 354   | 817   | 147      | 9        | 116      | 1330  | 397   | 13    | 13       | 1     | 9     | 226   | 17    | 21    | 443   | 80       | .313  | .371     | .510     | .881  |

- 各年度の太字はリーグ最高

### タイトル
NPB
- 首位打者：3回（1994年 - 1996年）※外国籍では王貞治に次ぎ、与那嶺要と並ぶ歴代2位タイ。3年連続は長嶋茂雄・王と並ぶセ・リーグ最長タイ、長嶋・落合博満と並ぶ右打者最長タイ
- 最多安打：1回（1996年）

### 表彰
NPB
- ベストナイン：4回（外野手部門：1993年 - 1996年）
- 月間MVP：1回（野手部門：1992年7月）
- 愛知トヨタドラゴンズクラウン賞：1回（1995年）[105]

### 記録
NPB初記録
- 初出場・初先発出場：1992年5月23日、対読売ジャイアンツ6回戦（ナゴヤ球場）、3番・右翼手として先発出場
- 初安打・初打点：1992年5月24日、対読売ジャイアンツ7回戦（ナゴヤ球場）、5回裏に斎藤雅樹から適時打
- 初本塁打：1992年5月27日、対広島東洋カープ10回戦（ナゴヤ球場）、9回裏に北別府学からソロ

NPB節目の記録
- 100本塁打：1997年5月27日、対阪神タイガース9回戦（阪神甲子園球場）、2回表に竹内昌也からソロ ※史上191人目

NPBその他の記録
- 同一試合で初回先頭打者本塁打とサヨナラ本塁打：1993年10月13日、対ヤクルトスワローズ（ナゴヤ球場）※史上初[106]
- オールスターゲーム出場：2回（1994年、1996年）

### 背番号
- 21（1987年）
- 7（1991年）
- 30（1992年 - 1998年、2010年 - 同年途中）
- 47（2010年途中 - 同年終了）
- 32（2012年 - 2015年）
- 55（2016年 - 2017年）
- 33（2018年 - 2019年）
- 93（2020年 - 2021年）